# Касигианнгуит
Касигианнгуит — город и административный центр одноимённого муниципалитета в центральной части Западной Гренландии.
Расположен на берегу залива Диско. Население 1320 чел.(2007).
Первоначально поселение было основано в 1734 г. в 25 км от нынешнего, в заливе Бригус. Основано оно было Якобом Северином, торговым агентом, действовавшим по лицензии на монопольную торговлю от короля Дании Христиана VI, и называлось в его честь. Лицензия Северина действовала до 1749 г., и на её основании датчане противодействовали голландским китобоям в 1739 г. В 1763 г. поселение перенесено на нынешнее, защищённое от ветра место.
Основной источник дохода — рыбная промышленность. В 1959 г. была основана фабрика по переработке креветки, благодаря которой население увеличилось с 300 до 1400 чел. Также добывается палтус. В городе есть больница, профессиональное училище, а также отделение социальной педагогики университета в Нууке. Город имеет морское и вертолётное сообщение с другими муниципалитетами.